# 부산시의 국회의원

## 행정구역 변천
- 1945년 8월 15일 경상남도 부산부
- 1949년 8월 15일 경상남도 부산시
- 1957년 1월 1일 구제 실시로 중구·서구·영도구·동구·부산진구·동래구 설치

## 부산시의 역대 국회의원 일람
| 대수  | 이름           | 소속정당       | 임기                               | 선거구역 | 개표결과 |
| ----- | -------------- | -------------- | ---------------------------------- | --- | -------- |
| 제1대 | 문시환(文時煥) | 조선민족청년단 | 1948년 5월 31일 ~ 1948년 10월 19일 | 부산부 갑: 수안동 복천동 칠산동 낙민동 명륜동 온천동 사직동 거제동 연산동 안락동 반여동 명장동 서동 금사동 회동동 석대동 반송동 오륜동 부곡동 장전동 수영동 망미동 광안동 민락동 남천동 재송동 우동 중동 좌동 부전동 범전동 초읍동 전포동 문현동 부암동 당감동 용호동 용당동 감만동 우암동 양정동 연지동 대연동 개금동 가야동                                                                                            | 보기     |
| 제1대 | 허영호(許永鎬) | 무소속         | 1949년 1월 14일 ~ 1950년 5월 30일  | 부산부 갑: 수안동 복천동 칠산동 낙민동 명륜동 온천동 사직동 거제동 연산동 안락동 반여동 명장동 서동 금사동 회동동 석대동 반송동 오륜동 부곡동 장전동 수영동 망미동 광안동 민락동 남천동 재송동 우동 중동 좌동 부전동 범전동 초읍동 전포동 문현동 부암동 당감동 용호동 용당동 감만동 우암동 양정동 연지동 대연동 개금동 가야동                                                                                            | 보기     |
| 제1대 | 허정(許政)     | 한국민주당     | 1948년 5월 31일 ~ 1950년 5월 30일  | 부산부 을: 범일동 좌천동 수정동 초량동 영주동 | 보기     |
| 제1대 | 한석범(韓錫範) | 한국민주당     | 1948년 5월 31일 ~ 1950년 5월 30일  | 부산부 병: 동대신동 서대신동 부용동 부민동 아미동 초장동 완월동 남부민동 암남동 괴정동 하단동 감천동 구평동 신평동 장림동 당리동 다대동 홍치동 | 보기     |
| 제1대 | 박찬현(朴璨鉉) | 무소속         | 1948년 5월 31일 ~ 1950년 5월 30일  | 부산부 정: 보수동 대청동 동광동 중앙동 광복동 신창동 대청동 복병동 창선동 부평동 토성동 충무동 남포동 대교동 대평동 남항동 영선동 신선동 봉래동 청학동 동삼동 | 보기     |
| 제2대 | 김지태(金智泰) | 무소속         | 1950년 5월 31일 ~ 1954년 5월 30일  | 부산시 갑: 복천동 칠산동 수안동 낙민동 명륜동 온천1동 온천2동 사직동 거제1동 거제2동 연산1동 연산2동 연산3동 안락동 반여동 명장동 서동 금사동 회동동 석대동 오륜동 부곡동 장전동 수영동 망미동 광안1동 광안2동 민락동 남천동 재송동 우동 중동 좌동 부전1동 부전2동 범전동 초색동 전포1동 전포2동 문현1동 문현2동 부암동 당감1동 당감2동 용호동 용당동 감만동 우암동 양정1동 양정2동 연지동 대연동 개금동 가야1동 가야2동 |          |
| 제2대 | 장건상(張建相) | 무소속         | 1950년 5월 31일 ~ 1954년 5월 30일  | 부산시 을: 범일1동 범일2동 범일3동 범일4동 범일5동 좌천1동 좌천2동 수정1동 수정2동 수정3동 초량1동 초량2동 초량3동 초량4동 초량5동 |          |
| 제2대 | 김칠성(金七星) | 무소속         | 1950년 5월 31일 ~ 1954년 5월 30일  | 부산시 병: 남천1동 남천2동 중앙동 동광동 대교로1,2,3가 광복동 대청동 복병동 신창동 창선동 부평동1,2가 부평동3,4가 보수동1,2,3가 남포동 충무동 남부민1동 남부민2동 |          |
| 제2대 | 정기원(鄭基元) | 무소속         | 1950년 5월 31일 ~ 1954년 5월 30일  | 부산시 정: 동대신동1,2가 동대신동3가1,2 서대신동1,2,3가 부민동 부용동 토성동 괴정1동 괴정2동 하단동 감천동 구평동 신평동 장림1동 장림2동 당리동 다대동 홍치동 초장1동 초장2동 완월동 암남동 |          |
| 제2대 | 최원봉(崔元峰) | 무소속         | 1950년 5월 31일 ~ 1950년 11월 10일 | 부산시 무: 대교로4,5가 대평로 남항동 소선동1,2,3,4가 신선동1,2,3가 봉래동1,2,3,4,5가 청학동 동삼동 |          |
| 제2대 | 전진한(錢鎭漢) | 대한노동총연맹 | 1952년 2월 6일 ~ 1954년 5월 30일   | 부산시 무: 대교로4,5가 대평로 남항동 소선동1,2,3,4가 신선동1,2,3가 봉래동1,2,3,4,5가 청학동 동삼동 |          |
| 제3대 | 김지태(金智泰) | 자유당         | 1954년 5월 31일 ~ 1958년 5월 30일  | 부산시 갑: 복천동 칠산동 낙민동 명륜동 온천1동 온천2동 사직동 거제1동 거제2동 연산1동 연산2동 연산3동 안락동 반여동 명장동 서동 금사동 회동동 석대동 오륜동 부곡동 장전동 수영동 망미동 광안1동 광안2동 민락동 남천동 재송동 우동 중동 좌동 부전1동 부전2동 범전동 초색동 전포1동 전포2동 문현1동 문현2동 부암동 당감1동 당감2동 용호동 용당동 감만동 우암동 양정1동 양정2동 연지동 대연동 개금동 가야1동 가야2동        |          |
| 제3대 | 전진한(錢縝漢) | 무소속         | 1954년 5월 31일 ~ 1958년 5월 30일  | 부산시 을: 범일1동 범일2동 범일3동 범일4동 범일5동 좌천1동 좌천2동 수정1동 수정2동 수정3동 초량1동 초량2동 초량3동 초량4동 초량5동 |          |
| 제3대 | 정기원(鄭基元) | 자유당         | 1954년 5월 31일 ~ 1958년 5월 30일  | 부산시 병: 남천1동 남천2동 중앙동 동광동 대교로1,2,3가 광복동 대청동 복병동 신창동 창선동 부평동1,2가 부평동3,4가 보수동1,2,3가 남포동 충무동 남부민1동 남부민2동 |          |
| 제3대 | 김동욱(金東郁) | 무소속         | 1954년 5월 31일 ~ 1958년 5월 30일  | 부산시 정: 동대신동1,2가 동대신동3가1,2 서대신동1,2,3가 부민동 부용동 토성동 괴정1동 괴정2동 하단동 감천동 구평동 신평동 장림1동 장림2동 당리동 다대동 홍치동 초장1동 초장2동 완월동 암남동 |          |
| 제3대 | 이영언(李英彦) | 자유당         | 1954년 5월 31일 ~ 1958년 5월 30일  | 부산시 무: 대교로4,5가 대평로 남항동 소선동1,2,3,4가 신선동1,2,3가 봉래동1,2,3,4,5가 청학동 동삼동 |          |

## 같이 보기
- 부산 중구의 국회의원
- 부산 서구의 국회의원
- 부산 동구의 국회의원
- 부산 영도구의 국회의원
- 부산 부산진구의 국회의원
- 부산 동래구의 국회의원